# Mouthiers-sur-Boëme
Mouthiers-sur-Boëme település Franciaországban, Charente megyében. Lakosainak száma 2358 fő (2022. január 1.). Mouthiers-sur-Boëme Claix, La Couronne, Fouquebrune, Plassac-Rouffiac, Roullet-Saint-Estèphe, Torsac, Vœuil-et-Giget és Voulgézac községekkel határos.

## Népesség
A település népessége az elmúlt években az alábbi módon változott:
| Lakosok száma | 1270 | 1864 | 2260 | 2431 | 2493 | 2437 | 2436 | 2397 | 2377 | 2358 |
|               | 1968 | 1982 | 1990 | 2006 | 2013 | 2015 | 2017 | 2019 | 2020 | 2022 |